# Jerzy Bolikowski
Jerzy Marian Bolikowski (ur. 5 października 1940, zm. 31 marca 2004), dr hab. inż., prof. Politechniki Zielonogórskiej (Uniwersytetu Zielonogórskiego). Specjalista w zakresie elektrotechniki i metrologii elektrycznej.

## Życiorys
Studiował na Wydziale Elektrycznym Politechniki Warszawskiej; tam także obronił doktorat oraz habilitował się. W 1976 podjął pracę naukowo-dydaktyczną na Wydziale Elektrycznym w Zielonej Górze; najpierw był związany z Wyższą Szkołą Inżynierską, następnie brał udział w procesie tworzenia kolejno Politechniki Zielonogórskiej i Uniwersytetu Zielonogórskiego.
Profesor Uniwersytetu, pełnił funkcję dziekana Wydziału Elektrotechniki, Informatyki i Telekomunikacji (obecnie: Wydział Informatyki, Elektrotechniki i Automatyki).